# Нагловский, Александр Дмитриевич
Александр Дмитриевич Нагловский (1885—1941) — российский революционер, видный деятель большевистской фракции, торгпред СССР в Италии. Невозвращенец.

## Биография
Сын российского генерала Д. С. Нагловского.
Рано осиротел, воспитывался в семье дяди, В. З. Коленко. Над братом и двумя сёстрами взяла попечительство принцесса Елена Георгиевна Саксен-Альтенбургская. Учился в Александровском лицее, в 1902 году окончил Ялтинскую гимназию , в 1903 году зачислен на физико-математический факультет Новороссийского университета, но уже в декабре арестован за хранение революционной пропаганды. Освобождён благодаря вмешательству принцессы Саксен-Альтенбургской. В 1904 году сослан в Казань, зачислен на физико-математический факультет Казанского университета, являлся членом Казанской подпольной партийной организации, постоянно находился под надзором полиции. В июне 1905 года был отправлен с ответственным заданием к В. И. Ленину в Женеву, который рекомендовал его в качестве ответственного пропагандиста Нарвского района. В июле 1905 года перевёлся в Санкт-Петербургский университет. Избран в Петербургский совет от рабочих Путиловского завода. В 1906 году подвергался непродолжительному аресту. Перешёл к меньшевикам.
Вскоре поступил в Институт инженеров путей сообщения, от революционной деятельности отошёл. По окончании работал на Северо-Западных железных дорогах. В 1915 году командирован на фронт в Управление военных сообщений Ставки Верховного главнокомандующего.
После Октябрьской революции снова стал большевиком, был назначен в НКПС комиссаром путей сообщения Петроградской трудовой коммуны, уполномоченный СТО РСФСР по проведению военного положения на железных дорогах Северного фронта, председатель Комиссии по эвакуации имущества из Петрограда. С апреля 1918 более полутора лет был комиссаром Северо-Западного округа путей сообщения. С марта 1919 — член коллегии Наркомата путей сообщения РСФСР.
Дальнейшая его служба проходила в Наркомате внешней торговли РСФСР. С 1921 по 1922 гг. он являлся Уполномоченным НКВТ РСФСР в Италии.
В 1922 году был отозван в Москву и исключён из партии. Некоторое время считался невыездным, но затем был вновь направлен на заграничную работу в Берлин старшим инженером судового отдела торгпредства (март 1923 — сентябрь 1929).

### Невозвращенец
В 1929 году отказался возвращаться в СССР, был объявлен изменником и в дальнейшем проживал во Франции, опасаясь мести большевиков.
В 1936 году русский писатель Роман Гуль со слов Нагловского записал ряд воспоминаний, опубликованных в журнале «Современные записки».
Умер во Франции.